# Wikipédia en batak mandailing
Wikipédia en batak mandailing (en batak mandailing : Wikipedia Saro Mandailing) est l’édition de Wikipédia en Batak mandailing (ou mandailing), langue malayo-polynésienne occidentale parlée au Nord de l'île de Sumatra en Indonésie. L'édition est lancée le 28 juin 2024,,,. Son code est : btm.
Au 20 mars 2025, l'édition en batak mandailing contient 1 159 articles et compte 854 contributeurs, dont 19 contributeurs actifs et 1 administrateur.

## Présentation

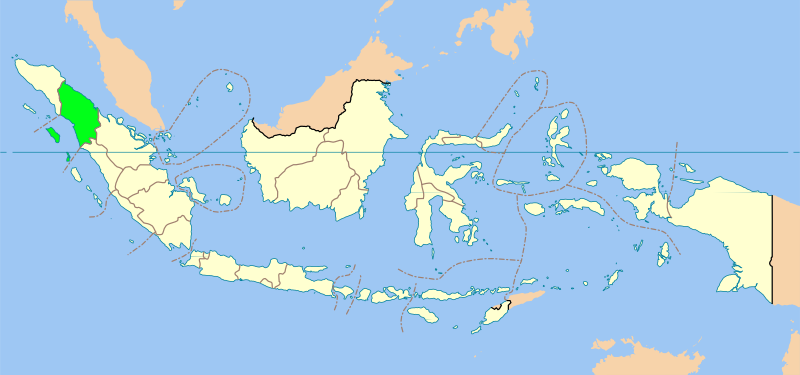
Nord de l'île de Sumatra en Indonésie.
Localisation du batak mandailing au sein des langues parlées au Nord de Sumatra.

## Statistiques
- Le 19 octobre 2024, l'édition en batak mandailing contient 1 110 articles et compte 561 contributeurs, dont 22 contributeurs actifs et 1 administrateur.